# سرزمین سبز
سرزمین سبز مجموعه تلویزیونی ساخته بیژن بیرنگ و مسعود رسام در سال ۱۳۷۶ تولید شد. این سریال بعد از ۳ سال وقفه در سال ۱۳۷۶ از شبکه دو پخش شد. این سریال ادامه خانه سبز است.

## داستان
عاطفه و لیلی در یک تصادف رانندگی تعمدی درگذشته‌اند. رضا و فرید در ابتدا برای التیام زخم‌های روحی خود، به سفر می‌روند و در سراسر ایران می‌گردند؛ همچنین، آن‌ها پس از بازگشت از سفر با کمک مجید بهادر، جوانی که زمانی کارآموز عاطفه بود برای دستگیری و محاکمه‌ی عاملان مرگ لیلی و عاطفه، یک دعوی حقوقی را علیه آن‌ها آغاز می‌کنند…

## بازیگران
- خسرو شکیبایی: رضا صباحی وکیل دادگستری (شخصیت اصلی و راوی داستان)
- رامبد جوان: فرید صباحی، فرزند رضا و عاطفه، همسر لیلی
- اکرم محمدی: نرگس صباحی، خواهر رضا صباحی
- اسماعیل محرابی، مجتبی، همسر نرگس
- آرش نادی: علی کوچولو، فرزند نرگس
- داریوش اسدزاده: آقای صباحی بزرگ، پدر رضا و نرگس و پدربزرگ خانواده صباحی
- حمیده خیرآبادی: عزیز جون، همسر آقای صباحی بزرگ، مادر رضا و نرگس و مادربزرگ خانواده صباحی
- رضا عطاران: مجید بهادر، کارآموز حقوقی عاطفه
- بیتا فرهی: صبا بهادر، خواهر مجید و وکیل دادگستری
- یوسف تیموری: پرهام، متهم به قتل
- پوپک گلدره: زهره، متهم به قتل
- بهروز بقایی: پدر زهره
- افسانه ناصری: مادر زهره
- امرالله صابری: پدر پرهام
- شراره دولت آبادی: مادر پرهام